# Schlacht bei Dogali
In der Schlacht bei Dogali wurde am 25. und 26. Januar 1887 eine italienische Armeeabteilung von einem abessinischen Heer unter Ras Alula Engida geschlagen.

## Hintergrund
Nach der Vereinigung Italiens (1861 bzw. 1870) wollte das Königreich Italien Kolonien in Afrika erwerben. Den Anfang bildete die Besetzung des an der Küste gelegenen Teils von Eritrea. 
Seit sich 1885 die Italiener der vormals ägyptischen Stadt Massaua bemächtigt und die Kolonie Eritrea gegründet hatten, war es zu Spannungen mit Abessinien gekommen, das mit dem Besitz Massauas einen Zugang zum Meer zu erreichen versuchte. Der Konflikt mündete 1886 in einer italienischen Kriegserklärung, doch aus Unerfahrenheit und Oberflächlichkeit erlitten die italienischen Truppen mehrere Niederlagen.
Ras Alula Engida, der den Pferdenamen Abba Nega führte, ein General von Kaiser Yohannes IV., griff die von Italien kontrollierte Stadt Sa[h]ati an. Höhepunkt des Krieges wurde die sich daraus entwickelnde Schlacht bei Dogali (nahe Massaua).

## Die Schlacht
Brockhaus´ Conversations-Lexikon schrieb 1887 im Artikel „Abessinien“:

„Der italienische Oberbefehlshaber, Generalmajor Genè, ließ die Stadt gegen die Landseite hin befestigen und besetzte dieselbe mit 3.000 Mann. Aus türkischem Dienste wurde in den italienischen ein Korps von 1.000 Mann Baschi-Bosuks übernommen und zur Besetzung der nächsten Dörfer verwendet, auch wurden einige vorgeschobene Posten auf den vorliegenden Höhen zum Schutze der dort einmündenden Handelsstraßen befestigt und mit italienischen Truppen besetzt. Man traf mit Umsicht Vorkehrungen, um die Truppen gegen die schädlichen Einflüsse der örtlichen und klimatischen Verhältnisse zu schützen, doch litt die Garnison sehr durch bösartige Fieber und Mangel an Trinkwasser.“

„Im Januar 1887 rückten abessinische Truppen unter General Ras Alula gegen Massaua vor, denen der Negus (Yohannes IV.) mit einem größeren Heere im Abstande von neun Tagesmärschen folgte. Ras Alula griff die aus den vorgeschobenen Posten auf den Höhen von Sahati zurückgehenden italienischen Truppen (512 Mann nebst 50 Baschi-Bosuks) [am] 25. Januar an und sprengte dieselben [am] 26. Januar nach mehrstündigem Kampfe, in welchem die Abessinier starken Verlust erlitten, aber alle Geschütze und viele Waffen erbeuteten, auseinander. Nur 82 verwundete Italiener, darunter 1 Offizier, entkamen nach Massaua.“

bzw. im Artikel „Italien“:

„Der König von Abessinien, welcher in Massaua den natürlichen Hafen seines Landes sah, ohne dessen Besitz dasselbe vom Meere ganz abgeschnitten war, schickte seinen General Ras Alula vor. Dieser griff [am] 25. Januar 1887 den am weitesten vorgeschobenen italienischen Posten bei Saati an und wurde zurückgeschlagen, überfiel aber [am] 26. Januar eine von dem rückwärts gelegenen stärkern Fort Monkulla aus abgesandte Kolonne, die Bedeckung eines Proviant- und Munitionszuges, und tötete gegen 500 Mann.“

Davon leicht abweichend findet sich im gleichen Band im Artikel „Saati“:

„S[aati] wurde geschichtlich denkwürdig durch den Angriff der Abessinier unter Ras Alula. welche [am] 24. Jan[uar] 1887 diese befestigten Höhen zu nehmen suchten, aber mit großem Verluste abgewiesen wurden. Das gegen 20.000 Mann starke abessin[ische] Heer blieb jedoch, anscheinend ohne daß General Gené hiervon Kenntnis erlangte, in den schluchtenreichen Abhängen der Höhen von S[aati] stehen und griff [am] 26. Jan[uar] eine zur Verstärkung der vorgeschobenen Posten heranrückende Abteilung (gegen 550 Mann) ital[ienischer] Truppen überraschend an. Trotz heldenmütigen Widerstands erlagen die Italiener, nachdem sie ihre ganze Munition verschossen und dem Feinde sehr große Verluste beigebracht hatten, bei Dogali schließlich der Übermacht; nur 1 Offizier und gegen 130 Mann entkamen, sämtlich verwundet, dem Handgemenge und konnten sich in der Nacht vom Schlachtfelde nach dem befestigten Posten von S[aati] retten. Nach dieser Niederlage wurden einige befestigte Außenposten seitens der Italiener geräumt; aber auch die Abessinier zogen sich weiter von Massaua zurück und enthielten sich weiterer Angriffe.“

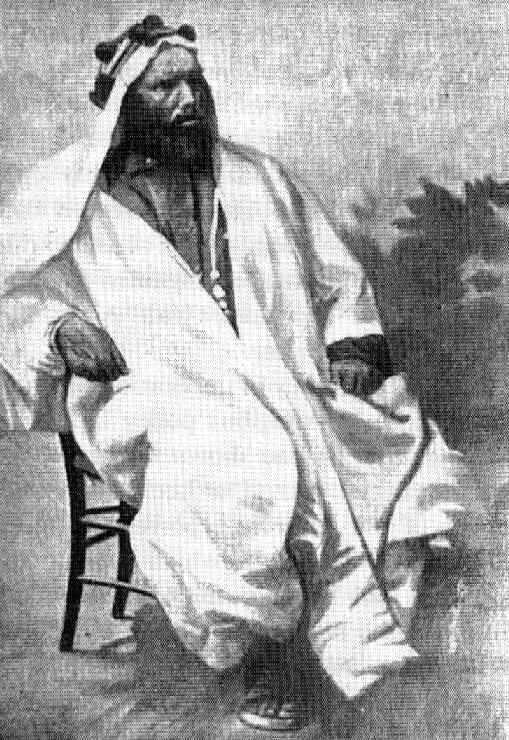
Fürst und General Ras Alula Engida (1887), Sieger der Schlacht
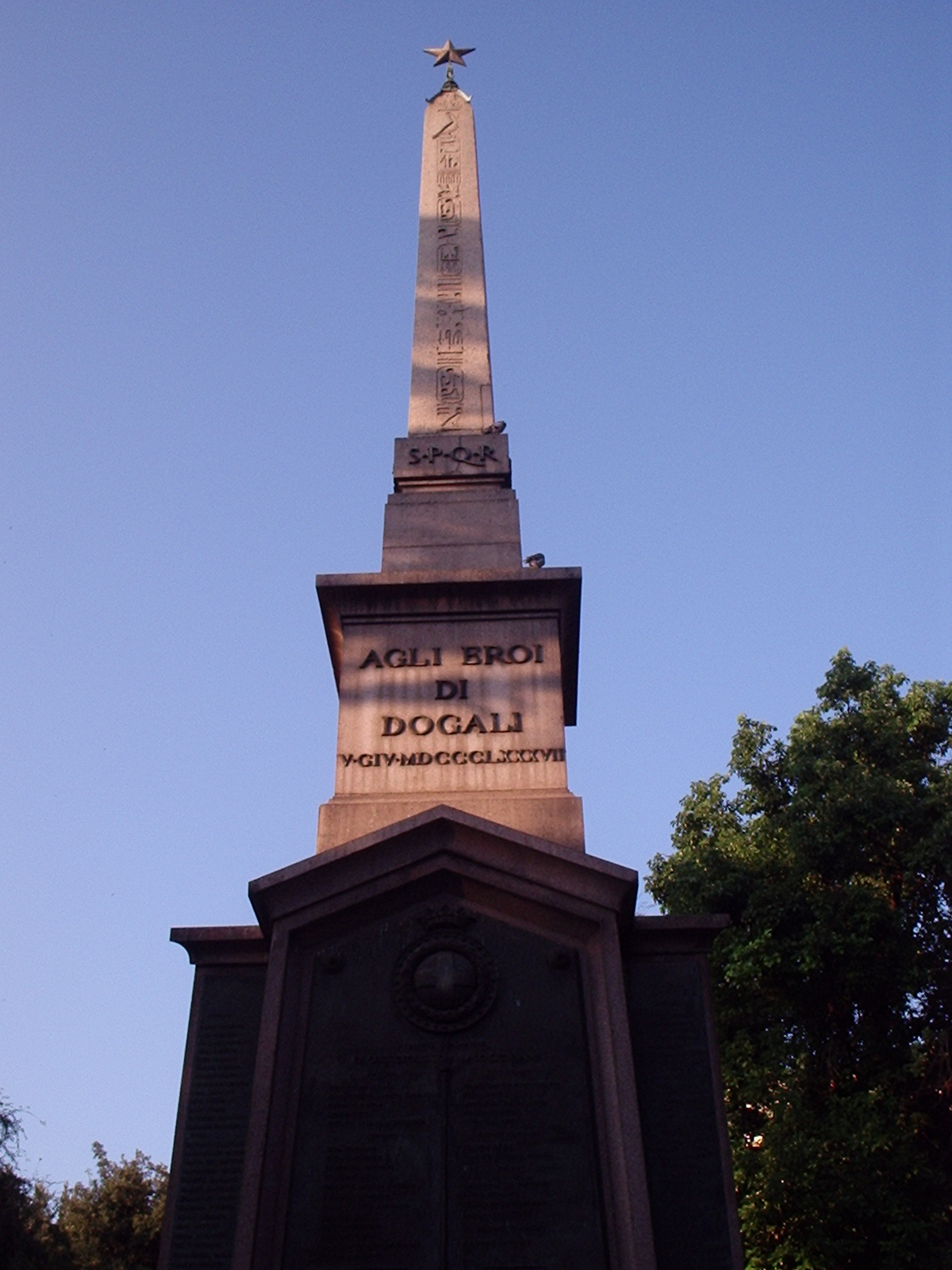
Der Dogali-Obelisk in Rom erinnert an die italienischen Gefallenen
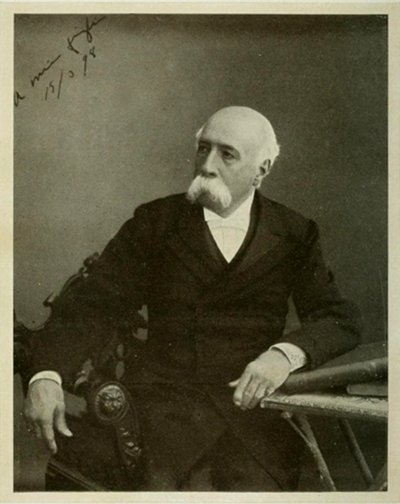
Francesco Crispi war der eigentliche Gewinner des verlorenen Krieges

## Auswirkungen
General Genè, der für die Freilassung einer nach der Schlacht in abessinische Gefangenschaft geratenen italienischen Abordnung dem General Ras Alula 1000 Gewehre und mehrere Flüchtlinge bzw. Gefangene ausgeliefert hatte, wurde abberufen und durch General Saletta ersetzt. Außenminister Carlo Felice Nicolis Robilant bot seinen Rücktritt an und machte ihn vom Ausgang eines von Francesco Crispi beantragten Misstrauensvotums abhängig, das aber abgelehnt wurde. Dennoch wurde im Rahmen einer Kabinettsumbildung im April 1887 Robilant als Außenminister durch Premier Agostino Depretis und Kriegsminister Cesare Ricotti-Magnani durch General Bertole-Viale ersetzt sowie Crispi als Innenminister in die Regierung aufgenommen. Im Juli dann stürzte Depretis schließlich und Crispi wurde sein Nachfolger.
In der Nähe von Massaua hatten indessen am 27. und 28. März 1887 weitere kleine Gefechte stattgefunden. Erst nach dem äthiopischen Herrscherwechsel kam es 1889 zum Friedensschluss. Der auf Kaiser Yohannes IV. folgende Negus Menelik II. unterzeichnete den Freundschaftsvertrag von Wetschale, den Italien als Protektorat auslegte, was 1895 zu einem erneuten Italienisch-Äthiopischen Krieg führte, der 1896 in der Schlacht von Adua mit einer noch empfindlicheren italienischen Niederlage endete.